# Heliga Treenighetens kyrka, Sighișoara
Heliga Treenighetens kyrka (rumänska: Biserica Sfânta Treime) är en rumänsk-ortodox kyrkobyggnad belägen vid Andrei Sagunagatan 6 i staden Sighișoara, i regionen Transsylvanien i centrala Rumänien.
Kyrkan är helgad åt Treenigheten.

## Historia
Heliga Treenighetens kyrka i Sighișoara började byggas den 29 maj 1934 och stod färdig 1936. 
Kyrkan invigdes söndagen den 31 oktober 1937 av metropolit Nicolae Balan.
Från 1987 till 1991 reparerades en av målningarna i kyrkan under ledning av prästerna Adrian Dobre och Ioan Boian.

## Kyrkan
- Kyrkan är byggd i nybysantinsk stil.

- Inne i kyrkan finns målningar som gjordes av Anastasie Demian från Cluj.

## Präster
- Petru Bleahu
- Mircea Ceușan

## Bilder

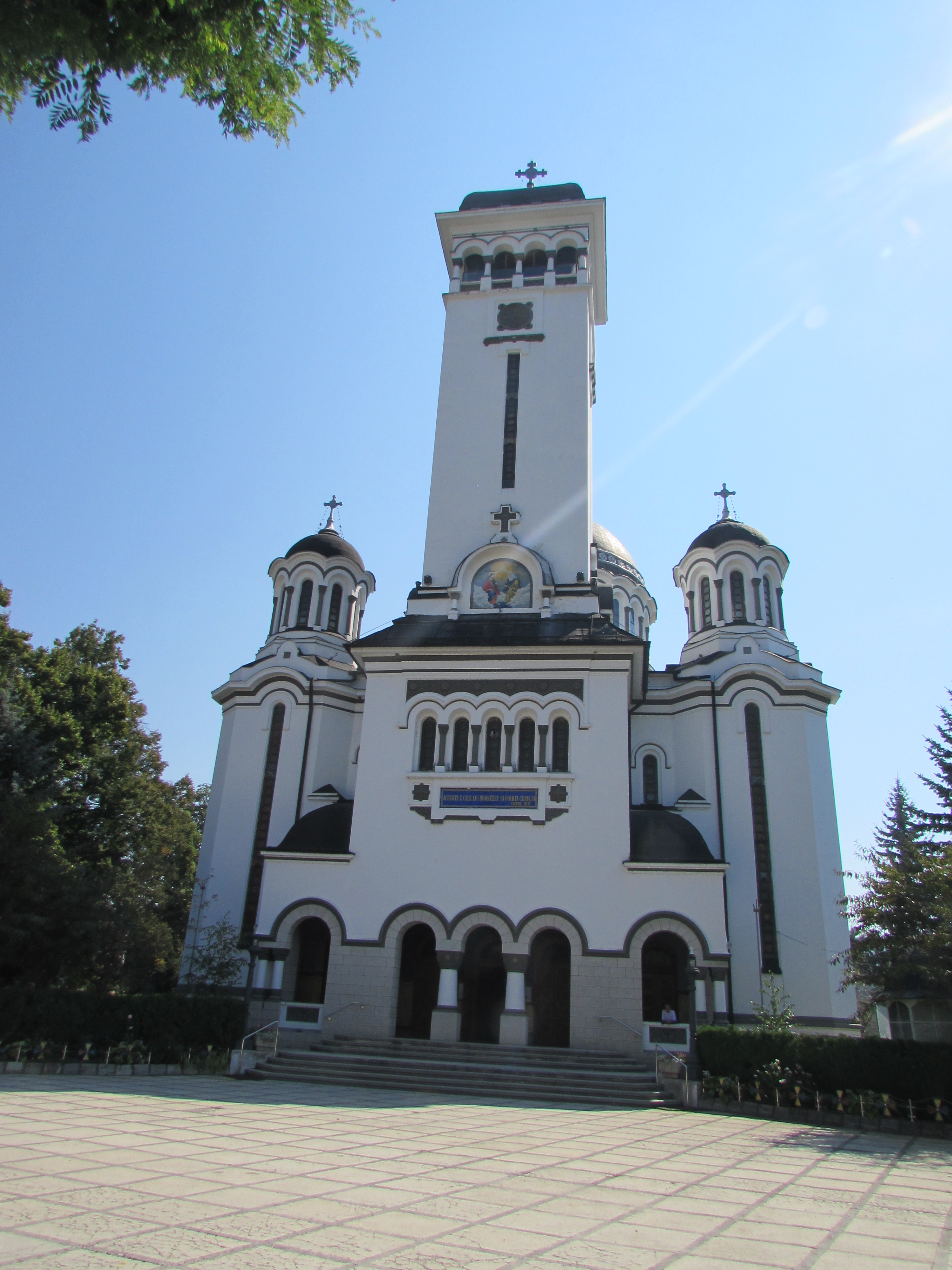
Kyrkan framifrån.
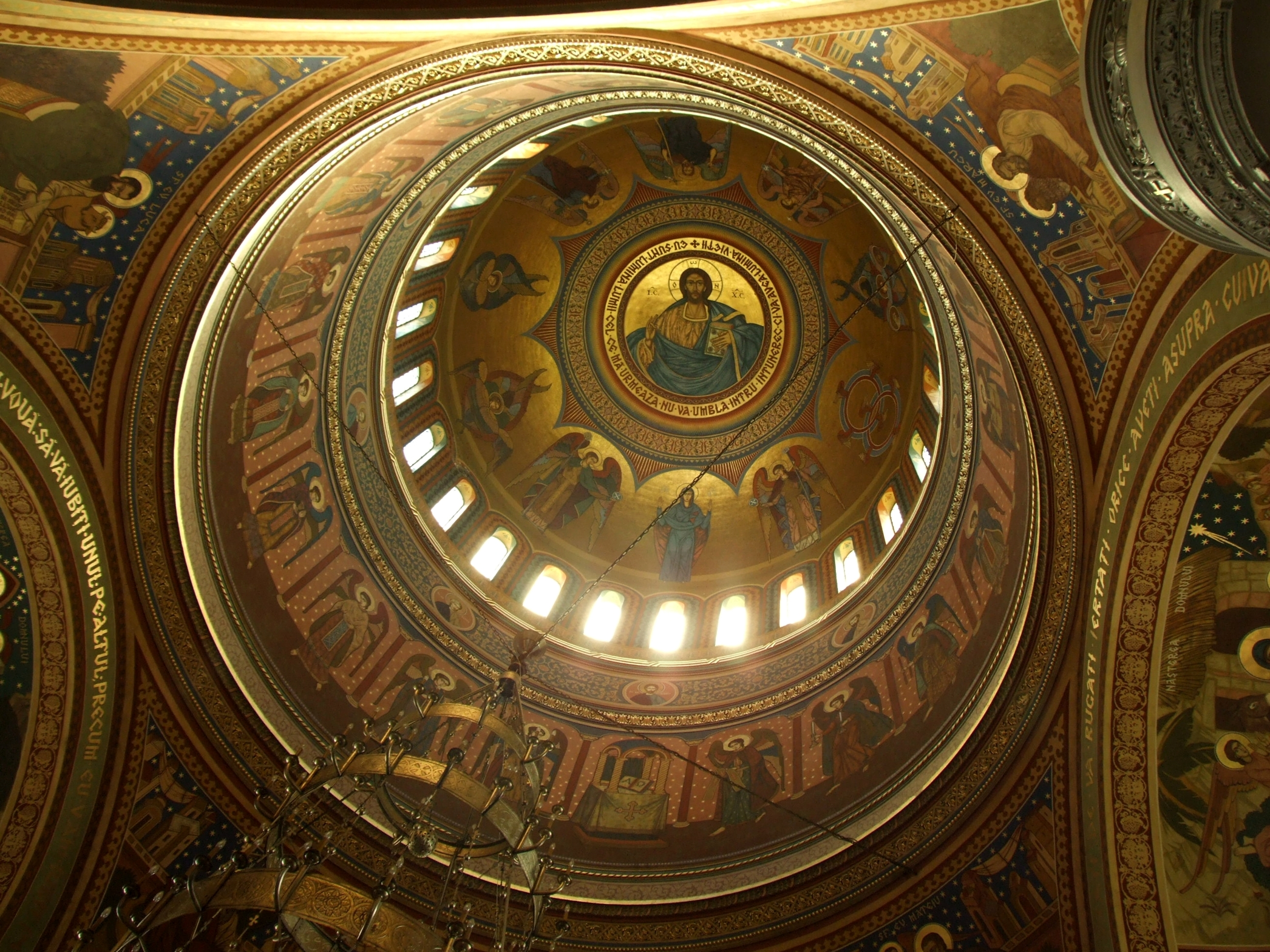
Kupolen inifrån.